# Agostino Codazzi
Giovanni Battista Agostino Codazzi Bartolotti, conosciuto anche come Juan Bautista Agustín Codazzi Bertoloti (Lugo, 12 luglio 1793 – Espíritu Santo, 7 febbraio 1859), è stato un geografo, cartografo e generale italiano naturalizzato venezuelano eroe nazionale in Venezuela, dove è celebrato come el hombre de las tres patrias (l'uomo delle tre patrie).

## Biografia
Frequentò la Scuola teoretico-pratica di Artiglieria di Pavia, uscendo con il grado di sottotenente nel 1813. Durante i tre anni trascorsi a Pavia, Codazzi apprese e divenne esperto di materie (calcolo, disegno, sistemi di misurazione e rilevamento di superfici, eccetera) che poi gli furono estremamente utili durante la sua esperienza oltreoceano. Militare del Regio Esercito, fu impegnato nelle campagne napoleoniche del 1813. Conobbe Costante Ferrari, esperto di strategia militare come lui, poi passò all'esercito inglese combattendo contro i soldati francesi napoleonici. Il reggiano Ferrari invece partecipò alla campagna napoleonica in Spagna sino a ottenere il grado di capitano: obbligato all'esilio dopo la sconfitta di Waterloo, si rifugiò in Turchia dove strinse una salda amicizia con Codazzi.
Allo scadere dell'anno d'ingaggio, messa da parte una piccola fortuna, decise insieme al fidato amico Ferrari di tentare la fortuna nel commercio. Partirono, così, alla volta di Costantinopoli, ma la nave che li trasportava naufragò. Rimasti quasi senza soldi, ripiegarono nuovamente sulla vita militare. Non trovando nessun ingaggio in Turchia, partirono per l'America settentrionale. Da Baltimora scesero fino alla Florida. Certi che la loro competenza militare sarebbe stata apprezzata, combatterono per l'indipendenza del Messico, quindi passarono nel Sud America e si arruolarono nell'esercito di Simón Bolívar. Codazzi e Ferrari parteciparono alla nascita della Grande Colombia. Dopo la fine della guerra (1819) decisero di ritornare in Italia. Acquistarono e rimisero in produzione una tenuta agricola nella campagna di Massa Lombarda. Per sette anni lavorarono come proprietari terrieri, poi Codazzi si stancò di quella vita poco avventurosa, cedette tutto all'amico e ripartì per le Americhe.
Nel 1826 era di nuovo in Colombia. Simón Bolívar governava da anni un Paese ormai pacificato. Codazzi decise allora di dedicarsi a una passione che coltivava da tempo: lo studio della geografia di quei luoghi, all'epoca pressoché semisconosciuti. Oltre alla geografia, si interessò anche alla geologia. Ottenne l'incarico di eseguire le misure topografiche della zona di Maracaibo. Nel 1830 la Grande Colombia si divise in più stati. Il territorio dove viveva Codazzi entrò a far parte del Venezuela. Un giorno le sue mappe furono presentate al presidente della Repubblica venezuelana José Antonio Páez. Il suo lavoro venne talmente apprezzato che il presidente lo incaricò di redigere l'intera cartografia dello Stato, compreso il delicatissimo compito di tracciare le linee di confine tra Venezuela (del quale aveva da poco preso la nazionalità), Colombia ed Ecuador.
Nel 1834 Codazzi si sposò con Araceli Fernandez de la Hoz, con cui ebbe otto figli. Nello stesso anno compì l'esplorazione del fiume Orinoco, che attraversa da ovest a est tutto il Venezuela e poi sfocia nell'Oceano Atlantico attraverso il delta dell'Amacuro. Nominato colonnello dell'esercito, Codazzi concluse l'imponente lavoro affidatogli nel 1838 consegnando al governo due opere fondamentali: Resumen de la Geografia de Venezuela e Mapa fisico y politico de la Republica de Venezuela. Per i meriti acquisiti fu poi nominato capo di Stato Maggiore e gli venne affidato l'incarico di redigere l'atlante delle undici province del giovane stato venezuelano. L'opera, denominata Atlas Físico y Político de Venezuela, fu completata nonostante le numerose sospensioni dei lavori: Codazzi infatti dovette imbracciare le armi contro le numerose rivolte dei caudillos. Recatosi in Europa per la stampa dei volumi, le sue opere furono esaminate da una commissione di esperti che le giudicò eccellenti. Codazzi fu così insignito di una medaglia d'onore della Società geografica francese e della Legion d'Onore. Inoltre, le sue opere furono inserite tra le «Memorie dei sapienti stranieri».
Tornato in Sud America, ricevette altri incarichi dal governo venezuelano: fu governatore dello stato di Barinas, carica che dovette abbandonare per uno dei tanti colpi di Stato. Grazie alla sua profondissima conoscenza del territorio, il governo affidò a Codazzi il compito di scegliere luoghi disabitati adatti ad ospitare colonie di immigrati europei. La scelta ricadde sulla vallata del fiume Tuy, a non molti chilometri da Caracas, un sito selvaggio ma dalle condizioni morfologiche e climatiche adatte all'insediamento europeo. Codazzi si occupò di far venire dall'Europa i coloni da trasferire in Sud America, provenienti per lo più dall'area della Foresta nera in Germania. Nel maggio del 1843 giunsero in Venezuela 389 contadini (239 uomini e 150 donne) provenienti dal Baden-Württemberg. Essi fondarono la colonia Tovar, tuttora esistente.
Dopo altri impegni militari con l'esercito venezuelano, nel 1852 Codazzi effettuò un lavoro come cartografo per il governo inglese: fu incaricato di eseguire l'ispezione dell'istmo di Panama allo scopo di individuare il punto più adatto per l'escavazione di un canale transoceanico Nel 1854, nonostante nessuna menzione ufficiale, il tracciato del Canale di Panama seguì tutte le indicazioni prospettate dal romagnolo. A seguito di ulteriori sommosse, dalla cartografia civile ritornò in ambito militare, con il grado di generale, salvo tornare alla sua attività di geografo appena i disordini ebbero termine. Dal 1857 in poi si occupò solo di geografia, in particolare dell'esplorazione completa dei territori amazzonici e andini della Colombia e dell'Ecuador, su cui pubblicò un'opera di 600 pagine.
Nelle insalubri foreste della cordigliera andina, Codazzi contrasse la malaria e morì a Espíritu Santo nelle montagne della Colombia il 7 febbraio 1859. Oggi questo luogo si chiama Agustín Codazzi. La sua salma fu successivamente traslata nel Pantheon Nazionale di Caracas.
Nel 2001 la città di Colonia Tovar in Venezuela (Stato di Aragua) ha eretto un monumento a "El Hombre de las Tres Patrias".

## Onorificenze
Francesi
- Medaglia d'onore della Società geografica francese;
- Legion d'onore.

## Testimonianze
Di Agostino Codazzi rimangono nella natia Lugo: 
- la casa natale, riconoscibile per alcune lapidi sulla facciata di corso Mazzini 107,
- una via che collega le centralissime via Baracca e corso Garibaldi,
- una scuola elementare a lui intitolata nel settembre 1961.

Inoltre è tutt'oggi visibile l'originale complesso architettonico di Villa Serraglio, frazione di Massa Lombarda vicino al torrente Sillaro, da lui progettato all'inizio degli anni venti dell'Ottocento.

## Opere
- Geografia statistica di Venezuela, tipografia di A. Bettini, 1864 (originale all'Università di Harvard).